# Лохов
Лохов (пољ. Łochów) град је у Пољској у Војводству мазовском. По подацима из 2012. године број становника у месту је био 6748.

## Становништво
| 2012. |
| ----- |
| 6.748 |